# Sertularella crassiuscula
Sertularella crassiuscula är en nässeldjursart som beskrevs av V.S. Bale 1924. Sertularella crassiuscula ingår i släktet Sertularella och familjen Sertulariidae. Inga underarter finns listade i Catalogue of Life.